# Pristimantis veletis
Espèce
Synonymes
- Eleutherodactylus veletis Lynch & Rueda Almonacid, 1997

Statut de conservation UICN

 CR B1ab(iii) : 
En danger critique
Pristimantis veletis est une espèce d'amphibiens de la famille des Craugastoridae.

## Répartition
Cette espèce est endémique du département de Caldas en Colombie. Elle se rencontre  dans la municipalité de Pensilvania entre 1 800 et 2 450 m d'altitude sur le versant Est de la cordillère Centrale.

## Description
Les mâles mesurent de 25,9 à 27,8 mm et les femelles de 31,5 à 36,6 mm.

## Publication originale
- Lynch & Rueda-Almonacid, 1997 : Three new frogs (Eleutherodactylus: Leptodactylidae) from cloud forests in eastern Departamento Caldas, Colombia. Revista de la Academia Colombiana de Ciencias Exactas Fisicas y Naturales, vol. 21, no 79, p. 131-142 (texte intégral).